# Kłocko (gromada)
Kłocko (niepoprawnie Kłock) – dawna gromada, czyli najmniejsza jednostka podziału terytorialnego Polskiej Rzeczypospolitej Ludowej w latach 1954–1972.
Gromady, z gromadzkimi radami narodowymi (GRN) jako organami władzy najniższego stopnia na wsi, funkcjonowały od reformy reorganizującej administrację wiejską przeprowadzonej jesienią 1954 do momentu ich zniesienia z dniem 1 stycznia 1973, tym samym wypierając organizację gminną w latach 1954–1972.
Gromadę Kłocko siedzibą GRN w Kłocku utworzono – jako jedną z 8759 gromad na obszarze Polski – w powiecie sieradzkim w woj. łódzkim, na mocy uchwały nr 38/54 WRN w Łodzi z dnia 4 października 1954. W skład jednostki wszedł obszar dotychczasowej gromady Kłocko ze zniesionej gminy Monice oraz obszary dotychczasowych gromad Zapusta Wielka i Zapusta Mała ze zniesionej gminy Charłupia Mała w tymże powiecie. Dla gromady ustalono 14 członków gromadzkiej rady narodowej.
Gromadę zniesiono 1 stycznia 1959, a jej obszar włączono do gromad Charłupia Mała (wieś Zapusta Wielka oraz wieś i parcelację Zapusta Mała) i Monice (wieś i kolonię Kłocko oraz kolonię Walentynów) w tymże powiecie.